# Nodilittorina
Nodilittorina — род мелких морских брюхоногих моллюсков из семейства литторин.
Многие виды, ранее отнесенные к этому роду, были перемещены в род Echinolittorina.

## Виды
Род включает один ныне живущий и два вымерших вида:
- † Nodolittorina guespellensis Dolin & Pacaud, 2000[3]
- † Nodolittorina lozoueti Dolin & Pacaud, 2000
- Nodilittorina pyramidalis (Quoy & Gaimard, 1833)

Nomen nudum:
- Nodilittorina quadricincta (Megerle von Mühlfeld, 1824)